# Estación de Cervera de la Cañada
Cervera de la Cañada, o simplemente Cervera, fue una estación de ferrocarril situada en el municipio español de Cervera de la Cañada, en la provincia de Zaragoza, que formaba parte del histórico ferrocarril Santander-Mediterráneo. En la actualidad sus instalaciones no prestan servicio.

## Situación ferroviaria
Las instalaciones se encontraban situadas en el punto kilómetro 15,444 de la línea férrea de acho ibérico Santander-Mediterráneo, a 661 metros de altitud sobre el nivel del mar.

## Historia
Construida por la Compañía del Ferrocarril Santander-Mediterráneo, entraría en servicio en octubre de 1929 con la inauguración del tramo Soria-Calatayud. En su momento llegó a disponer de cuatro vías de servicio, un edificio de pasajeros y un almacén. En 1941, con la nacionalización de los ferrocarriles de ancho ibérico, las instalaciones pasaron a manos de RENFE. Tras caer en declive, en 1969 la estación fue rebajada de categoría y reclasificada como apartadero, pasando años después a apeadero. La estación dejó de prestar servicio con la clausura al tráfico de la línea Santander-Mediterráneo en 1985. 
En la actualidad el edificio de viajeros se encuentra sin uso y abandonado.

## Descripción del edificio
El recinto consta de varias edificaciones, entre las que destaca el edificio principal de la estación o edificio de viajeros. Construido al pie de la línea ferrea, la edificación consta de dos alturas, algo que da muestra de la importancia de la estación dado que la mayoría de municipios por los que discurre esta línea cuentan con edificios de una sola altura. 
En la planta principal destaca el habitáculo destinado para cambios de vías y agujas, así como la taquilla de venta de billetes y el vestíbulo principal para acoger a los viajeros. La fachada que da a la explanada de las vías se apoya sobre tres arcos de medio punto. En la misma se encuentra una placa que muestra la altitud de la estación con respecto al nivel del mar, situandose a 664.3 metros sobre este.  
La segunda planta estaba destinada para uso de vivienda por el jefe de la estación y su familia. 